# Une vie (Dalida)
Une vie è un album in studio della cantante franco-italiana Dalida, pubblicato nel 1971 da Sonopresse.
Per questo album sceglie autori importanti come Michel Legrand, Serge Lama, Michaële, Michel Sardou e Boris Berman.
Completa l'album con due canzoni magistrali: una dal titolo Avec le temps (di Léo Ferré) e Mamy Blue, che canta in italiano.
La cantante presentò il contenuto di questo album al pubblico dell’Olympia di Parigi nello stesso anno (da cui poi venne registrato l’album live Olympia 71), accettando così la sfida di presentare un tour di canzoni più intimo e autorevole per il quale deve essa stessa affittare la sala da concerto a sue spese di fronte al rifiuto di alcuni investitori, che non credevano in questa svolta artistica della cantante. Si ricrederanno alla prima dello spettacolo che la stampa ed i critici definiranno “un trionfo”.

## Tracce
Lato A
1. Une vie
2. Chanter les voix
3. Non
4. Toutes les femmes du monde
5. Mamy blue
6. Jésus Bambino

Lato B
1. Avec le temps
2. Les choses de l'amour
3. Le fermier
4. Monsieur l'amour
5. Tout au plus
6. Comment faire pour oublier